# 蘭嶼姬春蟬
蘭嶼姬春蟬（学名：Euterpnosia kotoshoensis）为蟬科姬春蟬屬下的一个种，成蟲於每年3至5月出沒，見於蘭嶼，公蟬體長約22（0.87英寸），母蟬體長約19（0.75英寸），體型瘦長，全身金色鱗毛，臺灣特有種。